# 片岡洋
片岡 洋（かたおか ひろし、生年1967年 - ）は、日本のゲームプロデューサー、神奈川大学工学部卒業後、1991年セガにプログラマーとして入社。AM2研に配属、アーケードゲーム、アーケードゲームのコンシューマ移植タイトルを中心に企画・ディレクターを務める。AM研究開発本部 R＆Dクリエイティブオフィサー、AM2研ゼネラルプロデューサー。SEGA-AM2代表取締役。

## 来歴
- 1967年 神奈川県横浜市生まれ
- 1991年神奈川大学工学部卒業
- 1991年 株式会社セガ入社
- AM2研に配属
- 1993年『それいけ!!ココロジー』初めて自分の企画が製品化
- 2002年SEGA-AM2の開発1部部長就任
- 2003年07月08日SEGA-AM2代表取締役就任[1]

## 人物
少学生のころは、ブロックを並べて電子回路が作れる学研の"電子ブロック"にハマる。
初めてテレビゲームに触れたのは８歳のころ。近所のおもちゃ屋さんに(試遊機として)置いてあった"テレビテニス"(1975年／エポック社)で遊んだのが最初。
その後、アーケードゲームの『スペースインベーダー』(1978年／タイトー)が登場してからはインベーダーハウス（ゲームセンター）にも通うようになりゲームに夢中に。

### エピソード
- 1991年、プログラマーとしてセガに入社したが、新人研修作成のゲームを当時"AM2研"にいた名越稔洋が評価し、そのままAM2研に配属された。そして、AM2研に入ると鈴木裕に「キミは企画を担当しなさい」と言われ、「プログラマーとして配属されたのですが……」と答えるも、｢キミならできるよ｣と言われプランナーに転向。
- 出世作『それいけ!!ココロジー』（1993年）は心理テストを題材にしたアーケードゲーム。実際のゲームセンターをよく観察すると"占い・心理学"系のゲームはカップルに人気があるのにもかかわらず、当時はまだ作品が少なかった為「このジャンルなら勝てるかもしれない｣と思い、はりきって企画書を作り大成功。[2]

## 業績・作品リスト
- 「それいけ!!ココロジー」
- 「ファイティングバイパーズ」
- 「バーチャファイター４」
- 「セガネットワーク対戦麻雀ＭＪ」
- 「Quest of D」
- 「リズム天国（アーケード版）」
- 「ボーダーブレイク」
- 「ソウルリバース」
- 「艦これアーケード」
- 「初音ミク Project DIVA Arcade」